# 1176 Lucidor
1176 Lucidor este un asteroid din centura principală, descoperit pe 15 noiembrie 1930, de Eugène Delporte.